# 暗紫耧斗菜
暗紫耧斗菜（学名：Aquilegia atrovinosa）为毛茛科耧斗菜属下的一个种。

## 扩展阅读
- 維基物種上的相關：暗紫耧斗菜